# NPR 4500
De NPR 4500 (Nederlandse Praktijk Richtlijn) verduidelijkt het gebruik van de norm voor zuurkasten, de NEN-EN 14175 en voorziet in de middelen om de juiste zuurkast te selecteren, om een correcte werking na installatie aan te tonen en om een blijvend correcte werking gedurende de gebruiksduur aan te tonen.

## Onderwerp en toepassingsgebied
In het kader van de Europese harmonisatie zijn nationale normen op het gebied van zuurkasten vervangen door de NEN-EN 14175 'Fume Cupboards'. Deze norm geeft eisen met betrekking tot de veiligheid en juiste werking, beproevingsmethoden voor typekeur en beproeving op locatie en aanbevelingen voor installatie en onderhoud. De praktijkrichtlijn geeft een toelichting op het gebruik van de NEN-EN 14175 en met name op de toepassing en het gebruik van de beproevingsmethoden voor de type test, commissioning en routinetesten.

## Beproevingsmethoden

### Type test
Overeenkomstig de NEN-EN 14175 dient een zuurkast voorzien te zijn van een type test certificaat (of conformiteitsverklaring van de leverancier) voor ieder type zuurkast, of een kwalificatie per zuurkast. 
Selectie van de gewenste zuurkast vindt onder andere plaats op basis van veiligheid en prestaties zoals vastgelegd in het type testrapport (inhoud vastgelegd in de NEN-EN 14175-3 paragraaf 10). Een belangrijk aandachtspunt zijn hierbij de gewenste prestaties. De EN 14175 geeft alleen veiligheidsrichtlijnen t.b.v. de constructie van een zuurkast en een basis t.b.v. testmethodieken. 

De gewenste prestaties voor bijvoorbeeld containment, licht, geluid, intrede, afgezogen debiet, zijn te bepalen door inkoper/opdrachtgever. 

Ter ondersteuning geeft de NPR 4500 geeft als aanvulling op de EN 14175 voor Nederland aanbevelingen m.b.t. prestatie criteria.

### Commissioning; controle van de geleverde zuurkast
Vaststellen dat de geleverde zuurkast overeenkomt met de gewenste en gecertificeerde zuurkast, dat de ingestelde luchtbehandeling overeenstemt met de specificaties en dat de omgevingsfactoren geen nadelige invloed hebben op het functioneren van de zuurkast met behulp van de testen en/of controles zoals vastgelegd in de NPR 4500. De NPR 4500 geeft aanbeveling om de commissioning door een onafhankelijke partij uit te laten voeren
Voor zuurkasten waarvoor geen type test rapport beschikbaar is, kan overeenkomstig de NEN-EN 14175 niet worden vastgesteld of de geleverde zuurkast overeenkomt met de gewenste en gecertificeerde zuurkast. Door middel van een kwalificatie op locatie wordt een specifieke zuurkast alsnog gecertificeerd. 

### Routine testen van zuurkasten
Vaststellen dat zuurkast zich nog in gelijke staat bevindt als bij levering (of vorige controle en inspectie), dat de ingestelde luchtbehandeling overeenstemt met de specificaties en dat de omgevingsfactoren geen nadelige invloed hebben op het functioneren van de zuurkast met behulp van de testen en/of controles zoals vastgelegd in de NPR 4500. Aanbevolen wordt om de routine test eenmaal per jaar uit te voeren en ten minste de aanbevelingen van de leveranciers aan te houden. De minimale inhoud van de rapportage is vastgelegd in de NEN-EN 14175.

## Aanbevelingen voor het installeren van zuurkasten
Als laatste geeft de praktijkrichtlijn een toelichting op CEN/TS 14175-5, 'Aanbevelingen voor installatie en onderhoud". Hierin worden enkele aandachtspunten met betrekking tot de plaatsing van zuurkasten in de laboratoriumruimte aangegeven. Bij een juiste toepassing hiervan zal dit leiden tot het juist functioneren van de zuurkast.